# Alberto Cutié
Alberto Cutié, Padre Alberto zwany Padre Oprah (ur. 29 kwietnia 1969) – amerykański duchowny pochodzenia latynoskiego, popularny prezenter radiowy i telewizyjny w Stanach Zjednoczonych Ameryki i krajach Ameryki Łacińskiej.

## Życiorys
Alberto Cutié urodził się i wychował w Portoryko, w rodzinie kubańskich emigrantów. 
W 1995 roku otrzymał święcenia kapłańskie i został duchownym rzymskokatolickim w archidiecezji Miami. Od 1999 roku rozpoczął pracę w amerykańskich mediach, łącząc ją z posługą duszpasterską. Praca w radiu i telewizji szybko przyniosła mu ona dużą popularność zwłaszcza wśród społeczności hiszpańskojęzycznej.
W 1999 roku w telewizji Telemundo był gospodarzem talk show Padre Alberto. Później prezenterem cotygodniowego programu America en Vivo. Od 2002 roku w stacji Eternal Word Television Network prowadził program Hablando Claro con el Padre Alberto, który za pośrednictwem telewizji satelitarnej był odbierany w Ameryce Północnej, Ameryce Południowej i Europie.
Jednocześnie z pracą w telewizji rozwijał swoją działalność w radio. Został prezenterem i redaktorem naczelnym w rozgłośniach katolickich Radio Paz i Radio Peace. 
W maju 2009 roku w związku z nagłośnieniem przez media informacji o jego romansie, został odsunięty od pracy w katolickich stacjach telewizyjnych i radiowych oraz zawieszony w posłudze kapłańskiej w parafii św. Franciszka w Miami Beach. Pod koniec maja 2009 roku ksiądz Alberto Cutié wystąpił z Kościoła rzymskokatolickiego i 29 maja 2009 roku wspólnie ze swoją kochanką konwertował na anglikanizm. 
16 maja 2009 roku Alberto Cutié zawarł małżeństwo z Ruhamą Buni Canellis. Obecnie jest duchownym w Kościele Episkopalnym Stanów Zjednoczonych Ameryki.